# Sonya Monina
 (août 2021).
Sonya Monina (en ukrainien : Соня Моніна), née le 29 décembre 1988, est une créatrice de mode ukrainienne. Elle est la fondatrice de SONYAMONINA, la marque de vêtements pour hommes en Ukraine,,.

## Biographie
Monina est née le 29 décembre 1988 à Brest. À l'âge de 5 ans, elle a déménagé avec sa famille à Simferopol. En 2003, elle est entrée à l'École Supérieure de Couture. En 2012, elle a obtenu un diplôme en conception de produits en cuir à l'Université nationale de technologie et de design de Kyiv.
Depuis cette année-là, elle se concentre sur la conception de vêtements pour hommes. En 2013, elle a fondé la marque pour hommes SONYAMONINA et a dévoilé sa première collection à La semaine de la mode ukrainienne.
En 2015, Monina a participé à "La Semaine de la mode biélorusse" et a dévoilé sa nouvelle collection.
Elle a également exposé ses collections au "Festival des jeunes créateurs de mode" en 2016 à Moscou.
En septembre 2018, après une longue pause, Sani a de nouveau participé au "La Semaine de la mode ukrainienne" et a dévoilé la collection 2019 de sa marque,,,,,.